# Jean Alesi
Jean Alesi (født 11. juni 1964 i Montfavet, Frankrig) er en fransk tidligere racerkører, der blev bedst kendt for sine hele 13 sæsoner i Formel 1. Karrieren i Formel 1 strakte sig fra 1989 til 2001, hvor han nåede at køre for adskillige teams.

## Formel 1
Alesi fik sin Formel 1-début for Tyrrell i Frankrigs Grand Prix i 1989. Han kvalificerede på en 16. plads og han kom op på en 4. plads i løbet. Ken Tyrrell var tilstrækkeligt imponeret, så han gav ham en atten-måneders kontrakt. I hans andet sæson for Tyrrell i 1990 havde han 2 podieplaceringer, og andre teams som Williams og Ferrari ville give ham en kontrakt.

## Resultater
Alesi nåede at køre hele 202 Formel 1-Grand Prix'er, og hentede en enkelt sejr, der faldt ved Canadas Grand Prix i 1995. Udover sejren sluttede han desuden 31 gange på podiet for sekundære placeringer.